# Temple Run
 (mai 2017).
Si vous disposez d'ouvrages ou d'articles de référence ou si vous connaissez des sites web de qualité traitant du thème abordé ici, merci de compléter l'article en donnant les références utiles à sa vérifiabilité et en les liant à la section « Notes et références ».
Temple Run est un jeu vidéo de plates-formes développé par Imangi Studios en 2011. Le jeu a été produit, conçu et programmé par les époux Keith Shepherd et Natalia Luckyanova ainsi qu'avec l'artiste Kiril Tchangov.
Une suite de Temple Run est lancé le 17 janvier 2013 sur iOS, et le 24 janvier pour Android. Depuis juin 2014, Temple Run a été téléchargé plus d'un milliard de fois.

## Le jeu
Dans Temple Run le joueur incarne et contrôle un explorateur qui, ayant volé le trésor d'un temple, est poursuivi par des singes démoniaques qui veulent le dévorer. Comme il s'agit d'un jeu de course sans fin, le jeu s'arrête uniquement lorsque le joueur chute du temple ou lorsque les singes le rattrapent et réussissent à le manger.
Pendant que le personnage est en train de courir, le joueur peut incliner son écran vers la gauche ou vers la droite pour collecter des pièces ou éviter des objets. Il existe trois types de pièces : or, bleue et rouge. Les pièces or valent un crédit, les rouges valent deux crédits et les bleues valent trois crédits. Les pièces et crédits peuvent être utilisés pour acheter et mettre à niveau des personnages. Quand le joueur souhaite tourner à gauche ou à droite, il glisse son doigt sur l'écran tactile dans la direction correspondante. Afin de sauter il suffit de glisser son doigt vers le haut, pour glisser sous des objets, il faut glisser son doigt vers le bas.
En janvier 2013 sort Temple Run 2, qui tout en reprenant le même principe de jeu, sauf que l'aventurier est poursuivie par un Yettyh
apporte diverses améliorations comme des décors plus variés et plus beaux et de nouveaux bonus.

## Popularité
Depuis son lancement initial sur l'App Store le 4 août 2011, la popularité du jeu a grimpé en flèche, au point qu'Imangi Studios est devenu plus populaire que Zynga. Dans le sillage de ce succès, d'autres développeurs ont créé des jeux d'un style similaire tels que Guns Temple, Temple Jump et Pyramide Run. Il est disponible pour les systèmes iOS (iPhone, iPad), la plate-forme Android et sur Windows Phone. Ce jeu rencontre un important succès, avec plus de 220 millions de téléchargements toutes versions confondues,.
Un classement multijoueur, mis en place par Game Center, permet de comparer les meilleurs scores de points, de pièces ou de distance à ceux des autres joueurs dans le monde.
En décembre 2011, dans l'iTunes Store, le jeu a été inclus dans le top 50 des applications les plus téléchargées et a fini par devenir le numéro un des applications gratuites iOS. Temple Run sort sur Google Play le 27 mars 2012, soit un mois après la date prévue : le jeu a été téléchargé un million de fois en seulement trois jours.

## Les dérivés

### Temple Run: Brave
Le 4 juin 2012, Disney Mobile et Pixar annonce la sortie d'un jeu Rebelle sur smartphones reprenant le moteur de Temple Run développé Imangi Studios. Le jeu est sorti le 14 juin 2012 sur iOS et Android. Dès sa sortie Temple Run : Brave est en tête des charts comme jeu le plus téléchargé, juste derrière Temple Run.
Le jeu se déroule dans les montagnes de l’Écosse. Le personnage principal par défaut est Merida, et comme dans le jeu original, l'objectif est de continuer à courir tout en évitant les dangers en cours de route, dans un effort pour tenir le plus longtemps possible en étant poursuivi par l'ours démoniaque, Mor'du.
La nouvelle fonctionnalité de Temple Run : Brave est le tir à l'arc. Pendant la course, des symboles de tir à l'arc apparaissent, agissant comme un signal au cœur de la cible. Les points sont comptés en fonctions des cibles touchées. Pour tirer, le joueur doit simplement toucher son écran au moment de l'apparition de la cible. Lorsque le joueur termine de toucher toutes les cibles, il obtient alors un bonus de pièces.
Dans une mise à jour du jeu, un nouveau pouvoir apparaît. Il s'agit de feux follets qui apparaissent dans le jeu de manière aléatoire. Lorsque le joueur en attrape, il est transporté dans une version "sombre" de l'univers du jeu où il doit faire face à des mèches incandescentes sur son chemin.
En 2013, Temple Run : Brave est sorti sur Windows Phone 8 et sur Blackberry 10 en 2014. Le 5 mars 2013, Disney Mobile Games et Imangi Studios décline Temple Run sur le thème du film Le Monde fantastique d'Oz.

## Film
En novembre 2013, The Hollywood Reporter rapporte que Warner Bros Pictures et le producteur David Heyman sont en pourparlers avec Imangi Studios afin de faire une version cinématographique de Temple Run.

## Livres
En juillet 2014, une série de fiction et un cahier d'activités ont été publiés par Egmont Publishing. La série se nomme "Run For Your Life" (Courez pour votre vie) , avec les quatre premiers titres qui sont : Jungle Trek, Doom Lagoon, Sauvetage Arctique[réf. nécessaire] et Pyramid Peril.

## Réception du jeu par le public
Temple Run a été généralement bien reçu. La version iOS détient un score global de 80 sur 100 sur Metacritic, sur la base de dix avis, et de 83,57 % sur GameRankings, sur la base de sept avis. Phillip Levin 148Apps a jugé 3 sur 5, faisant l'éloge du jeu, mais a néanmoins critiqué l'environnement; " Mon grand scrupule avec Temple Run réside dans le fait que la majorité des paysages de jeu semble le même. Oui, le paysage peut changer ici et là, mais la plupart du temps, les joueurs sont en cours d'exécution à travers des ruines, les chemins du temple qui semblent constamment les mêmes.Tout commence à  se brouiller ensemble après un certain temps. "
Andrew Nesvadba de AppSpy était plus impressionné, marquant qu'il a noté le jeu 4 sur 5: " Temple Run resserre et polit sans fin, donnant aux joueurs un cadre unique et amusant défi. "